# Георг Радзій
Георг Радзій (нім. Georg Radziej; 7 січня 1895, Пайскречам — 16 травня 1972, Франкфурт-на-Майні) — німецький воєначальник, генерал-лейтенант вермахту. Кавалер Лицарського хреста Залізного хреста.

## Біографія
Син навчального радника Томаса Радзія і його дружини Гедвіг, уродженої Віцба. 5 жовтня 1914 року вступив в армію. Учасник Першої світової війни. Після демобілізації армії залишений в рейхсвері. 18 вересня 1928 року одружився з Еллі Расслер. З 12 жовтня 1937 року — викладач військового училища Дрездена, з 16 вересня 1939 року — Вінер-Нойштадта. 16 вересня 1939 року відряджений в штаб 20-го командування прикордонної охорони. З 25 жовтня 1939 року — командир 3-го батальйону 139-го єгерського полку, з 1 травня 1940 року — 3-го батальйону 141-го єгерського полку, з 23 грудня 1940 по 16 серпня 1942 року —143-го єгерського полку, з 22 червня 1943 року — 169-ї піхотної дивізії. 28 квітня 1945 року взятий в полон радянськими військами. Утримувався в Бутирській в'язниці та різних таборах НКВС. 28 червня 1950 року засуджений військовим трибуналом Московського військового округу до 25 років таборів. 7 жовтня 1955 року переданий владі ФРН і звільнений.

## Звання
- Фанен-юнкер (5 жовтня 1914)
- Фенріх (18 квітня 1915)
- Лейтенант (2 вересня 1915; патент від 22 березня 1916)
  - 1 липня 1922 року отримав новий патент від 1 листопада 1915 року.
- Оберлейтенант (1 квітня 1925)
- Гауптман (1 лютого 1932)
- Майор (1 березня 1936)
- Оберстлейтенант (1 квітня 1939)
- Оберст (17 грудня 1941)
- Генерал-майор (1 вересня 1943)
- Генерал-лейтенант (1 вересня 1944)

## Нагороди
- Залізний хрест 2-го і 1-го класу
- Нагрудний знак «За поранення» в золоті
- Сілезький Орел 2-го і 1-го ступеня
- Почесний хрест ветерана війни з мечами
- Медаль «За вислугу років у Вермахті» 4-го, 3-го, 2-го і 1-го класу (25 років)
- Застібка до Залізного хреста 2-го і 1-го класу (8 квітня 1941) — отримав 2 нагороди одночасно.
- Медаль «За зимову кампанію на Сході 1941/42» (20 липня 1942)
- Орден Хреста Свободи 1-го класу з мечами (Фінляндія; 30 червня 1943)
- Німецький хрест в золоті (6 січня 1945)
- Лицарський хрест Залізного хреста (9 травня 1945)